# لینه ۸۸۹۸
سیارک ۸۸۹۸ (به انگلیسی: 8898 Linnaea، نامگذاری:1995SL5) هشت هزار و هشتصد و نود و هشتمین سیارک کشف شده‌است که در ۲۹ سپتامبر ۱۹۹۵ کشف شد.
قدر مطلق سیارک برابر ۱۵٫۰۰ است.